# Federica Squarcini
Federica Squarcini, född 24 september 2000, är en italiensk volleybollspelare (center). Hon spelar för Imoco Volley Conegliano sedan 2022 och har med dem vunnit världsmästerskapet i volleyboll för klubblag 2022. Tidigare har hon spelat för andra italienska klubbar.